# Părinții Bisericii

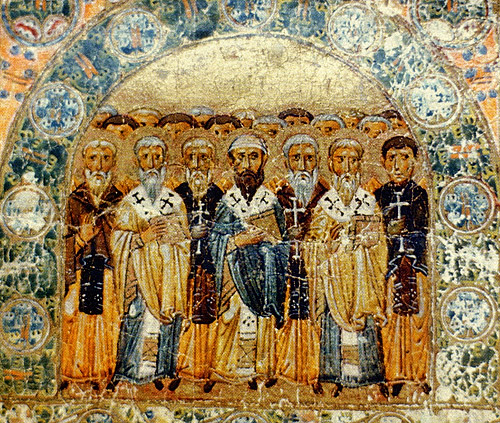
Părinții Bisericii, o miniatură realizată în secolul al XI-lea în Rusia Kieveană

Părinții Bisericii, Primii Părinți ai Bisericii sau Sfinții Părinți au fost unii dintre cei mai vechi și mai influenți scriitori și teologi creștini. Nu există o listă definitivă a acestor teologi. Epoca în care acești savanți au pus bazele teologice și academice ale creștinismului s-a încheiat în mare măsură în anul 700 AD.
În trecut, Părinții Bisericii au fost considerați ca fiind autorități în domeniul teologic și au fost folosite definiții mai restrictive care au încercat să limiteze lista autorilor tratați ca atare. Cu toate acestea, definiția a fost extinsă pe măsură ce specialiștii în patristică, studierea lucrărilor Părinților Bisericii, au extins sfera de cercetare.

## Marii Părinți
Atât în tradiția Bisericii Catolice, cât și în tradiția Bisericii Ortodoxe există patru părinți care sunt numiți „Marii Părinți ai Bisericii”:
| Biserica Apuseană                 | Biserica Răsăriteană                   |
| --------------------------------- | -------------------------------------- |
| Ambrozie (340-397)                | Vasile din Cezareea (c. 329 – 379)     |
| Ieronim (347-420)                 | Atanasie din Alexandria (c. 296 – 373) |
| Augustin de Hipona (354-430)      | Grigore de Nazianz (329 – c. 389 389)  |
| Papa Grigore I cel Mare (540-604) | Ioan Gură de Aur (347-407)             |

În Biserica Catolică, ei sunt numiți în mod colectiv „cei opt doctori ai Bisericii”, iar în Biserica Ortodoxă trei dintre ei (Vasile din Cezareea, Grigore de Nazianz și Ioan Gură de Aur) sunt onorați cu numele de „Trei Ierarhi”.

## Părinții Apostolici
Părinții Apostolici au fost teologii creștini care au trăit în secolele I și al II-lea, despre care se crede că i-au cunoscut personal pe unii dintre cei Doisprezece Apostoli sau ar fi fost influențați semnificativ de ei. Scrierile lor, deși populare în perioada creștinismului timpuriu, nu au fost incluse în cele din urmă în colecția canonică a Noului Testament, odată ce acesta a ajuns la forma sa finală. Multe dintre scrieri datează din aceeași perioadă de timp și provin din același spațiu geografic cu alte lucrări din literatura creștină timpurie, care au ajuns să facă parte din Noul Testament, iar unele dintre scrierile Părinților Apostolici sunt la fel de apreciate ca unele dintre scrierile care fac parte din Noul Testament.

### Clement al Romei
Episcopul Clement I le-a cerut creștinilor din Corint să viețuiască în armonie și ordine. Prima epistolă a lui Clement (1 Clement, c. 96) a fost copiată și citită în întreaga Biserică timpurie, bucurându-se de popularitate. Este cea mai veche epistolă creștină care nu face parte din canonul Noului Testament.

### Ignatie din Antiohia
Ignatie al Antiohiei (Ignatie Teoforul) (c. 35 35 – c. 110 110) a fost al treilea episcop sau patriarh al Antiohiei și un ucenic al apostolului Ioan. Pe drumul spre Roma, unde urma să sufere martiriul, Ignatie a scris o serie de epistole care au fost conservate. Printre subiectele importante abordate în aceste scrisori sunt ecleziologia, sacramentele, rolul episcopilor și Întruparea lui Hristos. El este al doilea după Clement care menționează epistolele Sfântului Apostol Pavel.

### Policarp din Smirna
Policarp de Smirna (c. 69 69 – c. 155 155) a fost un episcop creștin al Smirnei (acum orașul Izmir din Turcia). Este menționat ca ucenic al lui „Ioan”. S-a presupus că acest Ioan ar fi fost Ioan, fiul lui Zevedei, cel considerat în mod tradițional ca autor al Evangheliei după Ioan, sau Ioan Preotul. Eusebiu din Cezareea a susținut că Policarp ar fi fost discipolul lui Ioan Evanghelistul, autorul Evangheliei după Ioan și, astfel, Apostolul Ioan.
Policarp a încercat fără succes să-l convingă pe Papa Anicet să impună sărbătorirea Paștelui de către Biserica Apuseană în 14 Nisan, indiferent dacă data respectivă ar fi o zi de duminică sau nu. În jurul anului 155, în plină persecuție religioasă, locuitorii din Smirna l-au denunțat pe Policarp ca fiind creștin, iar el a murit ca un martir. Povestea martiriului său descrie cum focul înălțat pe rug în jurul lui părea să nu-l ardă și cum, din acest motiv, a fost tăiat cu sabia, iar sângele scurs din trupul său a stins flăcările din jurul lui. Policarp este sărbătorit ca sfânt atât în Biserica Romano-Catolică, cât și în bisericile ortodoxe.

### Papias din Hierapolis
Se cunosc puține informații despre Papias de Hierapolis⁠(en)[traduceți], în afară de ceea ce se poate deduce din propriile sale scrieri. El a fost descris ca „un om vechi, care a fost un ascultător al lui Ioan și un însoțitor al lui Policarp” de către Irineu de Lyon (c. 180), ucenicul lui Policarp. Eusebiu adaugă că Papias a fost episcop de Hierapolis în perioada lui Ignatie al Antiohiei. În această calitate Papias a fost succedat probabil de Abercius din Hierapolis. Numele Papias era foarte frecvent în regiune, ceea ce sugerează că el era, probabil, originar din acea zonă. Scrierea lui Papias este datată de majoritatea cercetătorilor moderni în perioada 95-120.
În ciuda indiciilor că scrierea lui Papias încă exista în Evul Mediu Târziu, textul complet este acum pierdut. Unele fragmente apar, cu toate acestea, într-o serie de alte scrieri.
Eusebiu avea o „stimă scăzută pentru intelectul lui Papias”.

## Părinții greci
Teologii care au scris în limba greacă sunt numiți Părinții greci ai Bisericii. Pe lângă Părinții Apostolici, cei mai faimoși Părinți greci ai Bisericii sunt: Iustin Martirul, Irineu de Lyon, Clement al Alexandriei, Atanasie din Alexandria, Ioan Gură de Aur, Chiril al Alexandriei, Părinții Capadocieni (Vasile din Cezareea, Grigore de Nazianz, Grigorie de Nyssa), Petru din Sevastia, Maxim Mărturisitorul și Ioan Damaschinul.

### Iustin Martirul
Iustin Martirul a fost un apologet creștin și este considerat ca fiind cel mai important interpret al teoriei Logosului în secolul al II-lea. El a fost martirizat, alături de unii dintre ucenicii săi, și este considerat sfânt de către Biserica Romano-Catolică, Biserica Anglicană, Biserica Ortodoxă și Bisericile vechi orientale.

### Atanasie din Alexandria

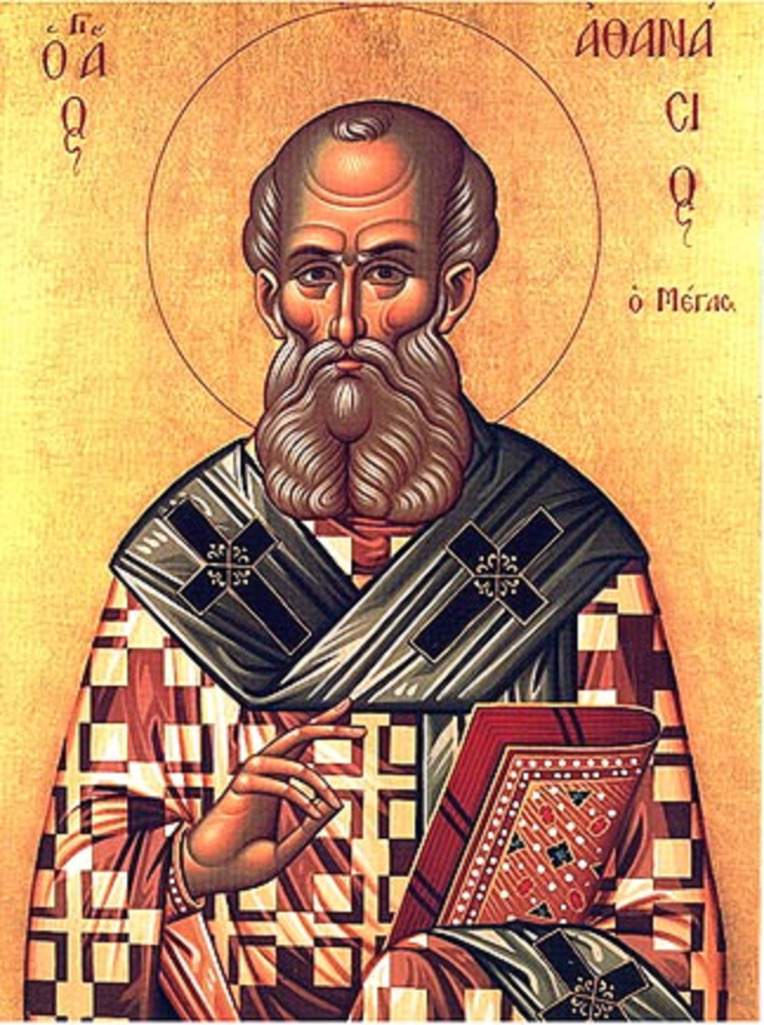
Sfântul Atanasie, reprezentat cu o carte, un simbol iconografic al importanței scrierilor sale.

Atanasie cel Mare (c. 293 – 373) a fost papă al Alexandriei, și un important teolog egiptean din secolul al IV-lea. El este menționat în principal pentru rolul său în combaterea arianismului și pentru afirmarea dogmei Sfintei Treimi. La Primul Sinod de la Niceea (325), Atanasie a combătut doctrina ariană că Iisus Hristos nu ar fi de o ființă cu Tatăl.

### Părinții Capadocieni
Părinții Capadocieni sunt Vasile cel Mare (330-379), care a fost episcop de Cezareea; fratele mai mic al lui Vasile, Grigore de Nyssa (c. 332 332 – 395), care a fost episcop de Nyssa; și un prieten apropiat, Grigore de Nazianz (329-389), care a devenit patriarh al Constantinopolului. Capadocienii au promovat teologia creștină timpurie și sunt respectați ca sfinți atât în Biserica Răsăriteană, cât și în Biserica Apuseană. Ei au format o familie monahală în secolul al IV-lea, condusă de Macrina cea Tânără (324-379), care și-a susținut frații să studieze și să mediteze, oferind, de asemenea, un adăpost liniștit mamei lor. Stareța Macrina s-a ocupat de educarea celor trei frați ai ei: Vasile cel Mare, Grigorie de Nyssa și Petru de Sevastia (c. 340 340 – 391), care a devenit episcop de Sevastia.
Acești teologi au purtat conversații pe teme filozofice cu învățați greci ai vremii lor. Ei au susținut că credința creștină, ce respingea multe dintre ideile lui Platon și Aristotel (și a altor filozofi greci), era o mișcare distinctă și aproape științifică care avea ca scop principal vindecarea sufletului omului și comuniunea lui cu Dumnezeu. Cei trei au adus contribuții majore la definirea conceptului de Sfântă Treime finalizată la Primul Sinod de la Constantinopol din 381 și la versiunea finală a Crezului Niceean.
După Primul Sinod de la Niceea, arianismul nu a dispărut dintr-o dată. Teologii semiarieni susțineau că Fiul este „de ființă asemănătoare cu Tatăl” (homoiousios), spre deosebire de arienii care propovăduiau că Fiul era diferit de Tatăl (heterousian). În concepția lor, Fiul era asemănător cu Tatăl, dar nu aceeași ființă cu Tatăl. Părinții Capadocieni au depus eforturi pentru a-i readuce pe semiarieni la credința ortodoxă. În scrierile lor, ei au folosit intens expresia „trei substanțe (ipostaze) într-o singură esență (homoousia)”, și au recunoscut, astfel, explicit o distincție între Tatăl și Fiul (o distincție pe care Sinodul de la Niceea a încercat să o estompeze), dar care insista în același timp pe unitatea lor esențială.

### Ioan Gură de Aur
Ioan Gură de Aur (c. 347 347 – c. 407 407), arhiepiscop al Constantinopolului, este cunoscut pentru elocvența lui în ceea ce privește predicarea publică a creștinismului și  denunțarea abuzurilor săvârșite de autoritățile politice și ecleziastice și pentru sensibilitățile sale ascetice; predicile și scrierile sale îl fac unul dintre cei mai prolifici teologi răsăriteni. După moartea lui (sau, potrivit unor surse, chiar în timpul vieții sale) a primit epitetul grecesc chrysostomos, care înseamnă „Gură de Aur”.
Sfântul Ioan Gură de Aur este cunoscut în creștinism mai ales ca predicator și teolog, în special în Biserica Ortodoxă, dar și ca patron spiritual al oratorilor în Biserica Romano-Catolică. El este amintit, de asemenea, pentru opt dintre predicile sale, care au avut un rol considerabil în istoria antisemitismului creștin, diatribe împotriva iudeofililor scrise în timp ce era preot în Antiohia, care au fost citate de naziști în campania lor ideologică împotriva evreilor.

## Părinții latini

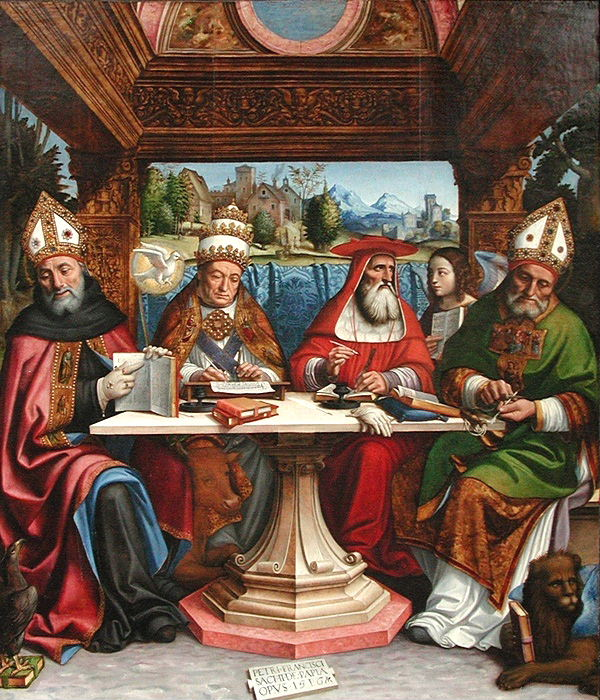
Pictură cu cei patru părinți latini ai Bisericii, de la stânga spre dreapta: Sfântul Augustin, Sfântul Grigore, Sfântul Ieronim și Sfântul Ambrozie.

Acei părinți care au scris lucrări teologice în limba latină sunt numiți Părinții latini ai Bisericii.

### Ambrozie din Milano
Ambrozie a fost un arhiepiscop de Milano, care a devenit una dintre cele mai influente personalități ecleziastice ale secolului al IV-lea. Este considerat a fi unul dintre cei patru doctori ai Bisericii. El a oferit o nouă perspectivă asupra teoriei ispășirii.

### Ieronim din Stridonium
Ieronim (c. 347 347 – 420) este cunoscut mai ales ca traducător al Bibliei din limbile greacă și ebraică în latină. De asemenea, el a fost un apologet creștin. Traducerea biblică a lui Ieronim, Vulgata, continuă să fie un text important al catolicismului. Ieronim este recunoscut de către Biserica Romano-Catolică ca un Doctor al Bisericii.

### Augustin de Hipona
Augustin (354-430), episcop de Hipona, a fost un filozof și teolog. Augustin, părinte latin și doctor al Bisericii, este una dintre cele mai importante personalități din perioada de dezvoltare a creștinismului occidental. În prima perioadă a vieții, Augustin a citit intens lucrări de filozofie și retorică grecești și romane, inclusiv lucrările unor platonicieni precum Plotin. El a dezvoltat conceptele de păcat originar și de război drept așa cum sunt înțelese în Occident. Când Roma a fost asediată și ocupată și credința multor creștini s-a clătinat, Augustin a scris lucrarea De civitate Dei, în care a apărat creștinismul de criticile păgâne și a dezvoltat conceptul Bisericii ca cetate spirituală (Ierusalimul ceresc), deosebită de cetățile materiale de pe pământ. Scrierile lui Augustin stau la baza înțelegerii lumii din epoca medievală, conturând o viziune care ulterior a fost stabilită ferm de papa Grigore cel Mare.
Augustin s-a născut pe teritoriului actualului stat Algeria, dintr-o mamă creștină, Sfânta Monica. El a fost educat în Africa de Nord și s-a opus rugăminților mamei sale de a deveni creștin. Și-a luat o concubină și a devenit maniheist. Mai târziu, el s-a convertit la creștinism, a devenit episcop și s-a opus ereziilor, printre care și pelagianismul. Numeroasele sale lucrări, inclusiv Confesiunile — care este considerată adesea ca fiind prima autobiografie apuseană —, au fost citite continuu încă din timpul vieții sale. Un ordin călugăresc, Ordinul Sfântului Augustin, i-a adoptat numele și modul de viață. Augustin este, de asemenea, patronul mai multor instituții, iar unele dintre ele îi poartă numele.

### Papa Grigore cel Mare
Grigore I cel Mare (ca. 540–604) a fost papă din 3 septembrie 590 până la moartea sa.
Este cunoscut, de asemenea, sub numele de Gregorius Dialogus (Grigore Dialogul) în ortodoxia răsăriteană, datorită Dialogurilor pe care le-a scris. El a fost primul papă cu origine monahală. Grigore este considerat a fi Doctor al Bisericii și unul dintre cei patru mari părinți latini ai Bisericii (ceilalți sunt Ambrozie, Augustin și Ieronim). Dintre toți papii, Grigore I a avut cea mai mare influență asupra Bisericii din Evul Mediu Timpuriu.

## Părinții sirieni
Unii Părinți ai Bisericii au scris în limba siriacă; multe dintre scrierile lor au fost traduse în latină și greacă.

## Părinții Pustiei
Părinții Pustiei au fost primii monahi care au trăit în deșertul egiptean; deși ei nu au scris la fel de mult, influența lor a fost, de asemenea, mare. Printre aceștia se numără Pavel Tebeul, Antonie cel Mare și Pahomie. Multe dintre zicerile lor, de obicei scurte, sunt cuprinse în Apophthegmata Patrum („Zicerile Părinților Pustiei”).

## Patristica
Studiul scrierilor Părinților Bisericii este cunoscut sub numele de patristică.

## Legături externe
- ChurchFathers.org - All of the Church Fathers' writings broken down by topic. Find writings by the Fathers on everything from the Eucharist, to baptism, to the Virgin Mary, to the Pope
- Church Fathers' works in English edited by Philip Schaff, at the Christian Classics Ethereal Library
- Church Fathers at the Patristics In English Project Site Arhivat în 7 mai 2007, la Wayback Machine.
- Early Church Fathers Additional Texts Part of the Tertullian corpus.
- Excerpts from Defensor Grammaticus
- Excerpts from the Church Fathers
- The Fathers, the Scholastics, and Ourselves by von Balthasar
- Faulkner University Patristics Project A growing collection of English translations of patristic texts and high-resolution scans from the comprehensive Patrologia compiled by J. P. Migne.
- Primer on the Church Fathers at Corunum
- Early Church Fathers Writings Ante Nicene, Nicene and Post Nicene Fathers
- Writings from the church fathers at www.goarch.com. Arhivat în 22 septembrie 2008, la Wayback Machine.
- The Fathers of the Church: A New Translation, by Dr. Roy Joseph Deferrari (1890-1969) and Dr. Ludwig Schopp (d. 16 iunie 1949)  , founder and editorial director. Works hosted at the Internet Archive
- Migne Patrologia Latina and Graeca: a free digital edition of almost all the original texts.
- Early Church Fathers: History of the Early Church in Portraits[nefuncțională – arhivă]